# 2019년 런던 영화 비평가 협회상
제40회 런던 영화 비평가 협회상은 2020년 1월 30일에 열린 시상식이다.

## 수상 및 후보

### 작품상
- 기생충 - 봉준호 수상
- 아이리시맨 - 마틴 스코세이지
- 조커 - 토드 필립스
- 나이브스 아웃 - 라이언 존슨
- 결혼 이야기 - 노아 바움백
- 미드소마 - 아리 에스터
- 1917 - 샘 멘데스
- 페인 앤 글로리 - 페드로 알모도바르
- 타오르는 여인의 초상 - 셀린 시아마
- 더 수베니어 - 조안나 호그

### 외국어영화상
- 타오르는 여인의 초상 - 셀린 시아마 수상
- 행복한 라짜로 - 알리체 로르와커
- 모노스 - 알레한드로 란데스
- 페인 앤 글로리 - 페드로 알모도바르
- 기생충 - 봉준호

### 다큐멘터리 작품상
- 사마에게 - 와드 알-카팁 외 1명 수상
- 어메이징 그레이스 - 시드니 폴락 외 1명
- 아폴로 11 - 토드 더글라스 밀러
- 케이브 - 페라스 파이야드
- 아녜스가 말하는 바르다 - 아녜스 바르다

### 감독상
- 기생충 - 봉준호 수상
- 페인 앤 글로리 - 페드로 알모도바르
- 1917 - 샘 멘데스
- 타오르는 여인의 초상 - 셀린 시아마
- 아이리시맨 - 마틴 스코세이지

### 작가상
- 결혼 이야기 - 노아 바움백 수상
- 페인 앤 글로리 - 페드로 알모도바르
- 기생충 - 봉준호 외 1명
- 더 수베니어 - 조안나 호그
- 아이리시맨 - 스티븐 자일리안

### 여우주연상
- 주디 - 르네 젤위거 수상
- 결혼 이야기 - 스칼릿 조핸슨
- 어스 - 루피타 뇽
- 미드소마 - 플로렌스 퓨
- 밤쉘 - 샤를리즈 테론

### 남우주연상
- 조커 - 호아킨 피닉스 수상
- 페인 앤 글로리 - 안토니오 반데라스
- 더 수베니어 - 톰 버크
- 아이리시맨 - 로버트 드 니로
- 결혼 이야기 - 아담 드라이버

### 여우조연상
- 결혼 이야기 - 로라 던 수상
- 허슬러 - 제니퍼 로페즈
- 작은 아씨들 - 플로렌스 퓨
- 밤쉘 - 마고 로비
- 더 수베니어 - 틸다 스윈튼

### 남우조연상
- 아이리시맨 - 조 페시 수상
- 어 뷰티풀 데이 인 더 네이버후드 - 톰 행크스
- 허니 보이 - 샤이아 라보프
- 아이리시맨 - 알 파치노
- 원스 어폰 어 타임... 인 할리우드 - 브래드 피트

### 영국작품상
- 더 수베니어 - 조안나 호그 수상
- 베이트 - 마크 젠킨
- 1917 - 샘 멘데스
- 로켓맨 - 덱스터 플레처
- 와일드 로즈 - 톰 하퍼

### 영국여우주연상
- 파이팅 위드 마이 패밀리 - 플로렌스 퓨 수상
- 와일드 로즈 - 제시 버클리
- 해리엇 - 신시아 에리보
- 오디너리 러브 - 레슬리 맨빌
- 작은 아씨들 - 시얼샤 로넌

### 영국남우주연상
- 더 라이트하우스 - 로버트 패틴슨 수상
- 더 수베니어 - 톰 버크
- 로켓맨 - 태런 에저튼
- 1917 - 조지 맥케이
- 두 교황 - 조나단 프라이스

### 영국필름메이커상
- 베이트 - 마크 젠킨 수상
- 사마에게 - 와드 알-카팁 외 1명
- 레이와 리즈 - 리차드 빌링햄
- 오디너리 러브 - 오웬 맥카퍼티
- 와일드 로즈 - 니콜 테일러

### 영국아역상
- 더 수베니어 - 아너 스윈턴-번 수상
- 복스 룩스 - 래피 캐시디
- 1917 - 딘-찰스 채프먼
- 조조 래빗 - 로만 그리핀 데이비스
- 허니 보이 - 노아 주프

### 영국단편영화상
- 더 데블스 하모니 - 딜런 홈즈 윌리엄스 수상
- 어프리시에이션 - 토미신 아데페주
- 북풍을 거슬러: 환상이 떠난 자리 - 나탈리 쿠비데스-브래디
- 킹덤 컴 - 숀 로버트 던
- 폼페이 - 마르코 알레시 외 2명

### 기술공헌상
- 원스 어폰 어 타임... 인 할리우드 - 바바라 링 수상
- 애드 아스트라 - Allen Maris
- 아폴로 11 - 토드 더글라스 밀러
- 주디 - 제레미 우드헤드
- 작은 아씨들 - 재클린 듀런
- 머더리스 브루클린 - 다니엘 펨버턴
- 모노스 - 재스퍼 울프
- 1917 - 올리버 타니
- 기생충 - 이하준
- 숀더쉽 더 무비: 꼬마 외계인 룰라! - 윌 베처 외 1명

### 딜리스 파웰상
- 샐리 포터 수상
- 샌디 파웰 수상

### 40주년 기념상
- Aardman 수상